# Ракитна
Ракитна (словен. Rakitna) је насељено место у општини Брезовица, Средњесловенска регија, Словенија.

## Историја
До територијалне реорганизације у Словенији била је у саставу града Љубљане, односно старе општине Вич–Рудник .

## Становништво
У попису становништва из 2011. године, Ракитна је имала 672 становника.
| Број становника према пописима | Број становника према пописима | Број становника према пописима |
| ------------------------------ | ------------------------------ | ------------------------------ |
| 1991                           | 2002                           | 2011                           |
| 412                            | 511                            | 672                            |

## Галерија
- дом здравља
- зимски дан
- језеро
- римски зид
- зимски пејзаж